# Escolástica Barrios de Gill
Escolástica María García del Barrio Díaz de Bedoya, més coneguda com Escolástica Barrios de Gill (Asunción, 10 de febrer de 1803 - 3 d'agost de 1868), va ser una dona de classe alta paraguaiana, coneguda per haver organitzat una assemblea femenina el 1867 per donar suport al Paraguai en la Guerra de la Triple Aliança, amb la qual va impulsar la iniciativa de donació de joies i objectes valuosos per finançar l'exèrcit.

## Família
Barrio va néixer el 10 de febrer de 1803 a Asunción. Filla de José García del Barrio i Manuela Tadea Díaz de Bedoya. Pertanyia a una família de l'elit paraguaiana, rica i ben relacionada amb l'alta societat. Es va casar amb Juan Andrés Gill, amb qui va tenir diversos fills. Destaquen Juan Bautista Gill, que va ser president del Paraguai, i dues filles que van ser militars i van lluitar a la Guerra de la Triple Aliança.

## Assemblea de Dones
Durant la Guerra de la Triple Aliança (1864-1870), en la qual hi van participar els seus familiars, el gener de 1867, a Asunción, va començar a organitzar l'Assemblea Americana de Dones, en la qual van participar dones de totes les classes socials. La primera assemblea es va reunir el 24 de febrer de 1867, a la plaça de Mayo, amb la finalitat de cooperar i donar suport al seu país en la guerra. El moviment també es va propagar més enllà de la capital, cap a les regions de l'interior.
Aquesta assemblea va ser el preludi d'una altra reunió, la de les Dames d'Asunción. El 10 d'agost de 1867, Barrio va reunir trenta dones que van donar les seves joies i objectes de valor per finançar la causa paraguaiana a la guerra, iniciativa a la qual s'hi van sumar centenars de dones. El conjunt reunit va ser regalat al cap de l'exèrcit, el mariscal Francisco Solano López, perquè les utilitzés en favor del país. Segons la historiadora Ana Barreto, queda per esclarir si la donació va ser voluntària o no, perquè en la seva opinió amb les joies rarament s'haurien pogut comprar més armes en un país bloquejat econòmicament, tanmateix, l'aparició pública de Barrio lloant el mariscal segurament servia per protegir els seus familiars al campament i eliminava l'ombra de dubte sobre actituds que podien ser interpretades com antipatriòtiques.

## Reconeixements
Per la seva tasca, Barrio va rebre la banda de l'Orde Nacional al Mèrit de mans del mariscal Solano López.
La data de la primera assemblea de dones va ser declarada posteriorment dia de la dona paraguaiana.

## Mort
Va morir el 3 d'agost de 1868 a Asunción.